# Vule Avdalović
Vukašin « Vule » Avdalović (en cyrillique serbe Вуле Авдаловић), né le 24 novembre 1981 à Gacko en République socialiste de Bosnie-Herzégovine (alors en Yougoslavie), est un joueur et entraîneur serbe de basket-ball.

## Biographie
De 1998 à 2005, Vule Avdalović évolue au Partizan Belgrade avec lequel il participe à l'Euroligue lors de sa dernière saison. Il y présente des statistiques de 13,1 points, 2,7 rebonds et 4,1 passes décisives de moyenne en 10 matchs. À l'été 2005, il signe avec Valence (13,5 points, 1,8 rebond et 3,8 passes de moyenne en 33 matchs lors de la saison 2005-2006) qui l'engage ensuite pour trois nouvelles saisons. Lors de la saison 2009-2010, il évolue toujours en Liga ACB mais avec le club d'Alicante. Le 18 août 2010, il signe avec Cholet Basket. En décembre 2010, il est le joueur ayant marqué le plus de panier à trois points en Pro A et est sélectionné pour le concours à 3 points du All-Star Game français qu'il remporte. Il signe en 2011 en faveur du club ukrainien du BC Donetsk.
En 2015, Avdalović devient entraîneur adjoint du Partizan Belgrade.

## Palmarès

### En club
- Championnat de Yougoslavie (1) : 2002
- Championnat de Serbie-et-Monténégro (3) : 2003, 2004, 2005
- Coupe de Yougoslavie (2) : 1999, 2002
- Finaliste de la Coupe de Yougoslavie : 2001
- Finaliste de la Coupe de Serbie-et-Monténégro : 2005
- Finaliste de la Ligue Adriatique : 2005
- Finaliste de la Coupe du Roi : 2006

### Distinction personnelle
- Vainqueur du concours de tirs à trois points du All-Star Game 2010 à Paris-Bercy[2]

### Équipe nationale
- Champion de l'Universiade 2001 à Pékin (Chine) avec l'équipe universitaire de Yougoslavie
- Participation au Championnat d'Europe 2003 en Suède avec la Serbie-et-Monténégro
- Participation aux Jeux olympiques 2004 en Grèce avec la Serbie-et-Monténégro
- Participation[3] au Championnat d'Europe 2005 en Serbie-et-Monténégro avec la Serbie-et-Monténégro
- Participation au Championnat du monde 2006 au Japon avec la Serbie-et-Monténégro